# Zoniënwoud met bosrand en aangrenzende bosgebieden en Woluwevallei
Het Zoniënwoud met bosranden en aangrenzende beboste domeinen en de vallei van de Woluwe - complex Zoniënwoud - Vallei van de Woluwe is een habitatrichtlijngebied van Natura 2000 in het Brussels Hoofdstedelijk Gewest. Het gebied heeft volgens het aanwijzingsbesluit van 14 april 2016 een totale oppervlakte van 2066 ha. De belangrijkste elementen van dit gebied zijn het Zoniënwoud, met beuken- en eikenbossen, en de Woluwevallei en diverse zijvalleien, met een opeenvolging van vijvers, groene open ruimten en beboste gebieden.

## Natura2000-deelgebieden
Het gebied bestaat uit 28 Natura2000-deelgebieden:
1. Zoniënwoud
2. Ter Kamerenbos
3. Tournay-Solvaypark
4. Vijver van Bosvoorde (molenvijver), oever met talud Internationale School, vuursteendomein
5. Vorserijplateau
6. Kasteel "Charles Albert" - domein
7. Kasteel "Solitude" - domein en omgeving
8. Voormalig "Huart"-domein
9. Massart-tuin
10. Bergojepark
11. Taluds "Drielinden"
12. "Wittouck"-domein
13. "d-Ursel"-domein
14. Gebieden langs de Vorstlaan
15. "Royale Belge"-domein (gedeelte)
16. Tenreukenpark en Senypark
17. Florealvijver
18. Kasteel "Sint Anna" - domein
19. Hertoginnedal (kasteeldomein)
20. Mellaertsvijvers
21. Woluwepark
22. Parmentierpark
23. Ter Bronnenpark met talud Oude Spoorlijn
24. Maloupark
25. Hof ter Musschen
26. "Manoir d'Anjou"-domein
27. Opengelegde Woluwe
28. Woluwe-Ruigten

## De belangrijke natuurlijkehabitattypes
- 3150 - Van nature eutrofe vijvers en meren met vegetatie van het Magnopotamion of Hydrocharition
- 4030 - Droge Europese heide
- 6430 - Voedselrijke zoomvormende ruigten van het laagland en van de montane en alpiene zones
- 6510 - Laaggelegen schraal hooiland (grote vossenstaart, grote pimpernel)
- 7220* - Kalktufbronnen met tufsteenformatie (Cratoneurion)
- 9120 - Zuurminnende Atlantische beukenbossen met ondergroei van Ilex of soms Taxus (Quercion roboris of Ilici-Fagenion)
- 9130 - Beukenbossen behorend tot het Asperulo-Fagetum
- 9160 - Sub-Atlantische en Midden-Europese wintereikenbossen of eiken-haagbeukenbossen behorend tot het Carpinion betuli
- 9190 - Oude zuurminnende eikenbossen op zandvlakten met zomereik
- 91E0* - Alluviale bossen met zwarte els en es (Alno-Padion, Alnion incanae, Salicion albae)

(Habitattypes met * zijn prioritair beschermd)